# Elecciones parlamentarias de Polonia de 2011
Las elecciones parlamentarias para el Senado y el Sejm se celebraron en Polonia el 9 de octubre de 2011. La elección anterior, en 2007, dio lugar a una gobierno entre Plataforma Cívica y el Partido Popular Polaco. Todos los escaños de las dos cámaras estaban para la reelección. Plataforma Cívica, del primer ministro Donald Tusk, ganó la mayoría de escaños y Tusk se convirtió en el primer primer ministro polaco de ser nombrado para un segundo mandato consecutivo desde la caída del comunismo. Tanto la Plataforma Cívica y su socio menor, el Partido Popular Polaco, acordaron continuar con su coalición de gobierno tras las elecciones.

## Resultado de las elecciones[1]
| Partidos                                                                                             | Partidos                                                                 | Sejm       | Sejm  | Sejm    | Sejm | Senado  | Senado |
| Partidos                                                                                             | Partidos                                                                 | Votos      | %     | Escaños | +/–  | Escaños | +/–    |
| --- | ------------------------------------------------------------------------ | ---------- | ----- | ------- | ---- | ------- | ------ |
| | Plataforma Cívica (Platforma Obywatelska, PO)                            | 5,629,773  | 39.18 | 207     | -2   | 63      | +3     |
| | Ley y Justicia (Prawo i Sprawiedliwość, PiS)                             | 4,295,016  | 29.89 | 157     | -9   | 31      | –8     |
| | Movimiento Palikot (Ruch Palikota, RP)                                   | 1,439,490  | 10.02 | 40      | +40  | —       | —      |
| | Partido Popular Polaco (Polskie Stronnictwo Ludowe, PSL)                 | 1,201,628  | 8.36  | 28      | -3   | 2       | +2     |
| | Alianza de la Izquierda Democrática (Sojusz Lewicy Demokratycznej, SLD') | 1,184,303  | 8.24  | 27      | -26  | —       | —      |
| | Polonia es lo más importante (Polska jest Najważniejsza, PJN)            | 315,393    | 2.19  | —       | —    | —       | —      |
| | Congreso de la Nueva Derecha (Kongres Nowej Prawicy, KNP)                | 151,837    | 1.06  | —       | —    | —       | —      |
| | Partido Polaco del Trabajo (Polska Partia Pracy, PPP)                    | 79,147     | 0.55  | —       | —    | —       | —      |
| | Derecho de la República - Unión Política Real (Prawica)                  | 35,169     | 0.24  | —       | —    | —       | —      |
| | Minoría Alemana (Mniejszość Niemiecka, MN)                               | 28,014     | 0.20  | 1       | —    | —       | —      |
| | Nuestro Hogar Polonia (Nasz Dom Polska)                                  | 9,733      | 0.05  | —       | —    | —       | —      |
| | Independientes                                                           | N/A        | N/A   | N/A     | N/A  | 4       | +3     |
| # | Total                                                                    | 14,369,503 |       | 460     |      | 100     |        |
| - Votantes: 30,762,931 - Votos emitidos: 15,050,027 (48,92 %) - Nulos: 680,524 - Válidos: 14,369,503 |                                                                          |            |       |         |      |         |        |